# Misje dyplomatyczne Ugandy

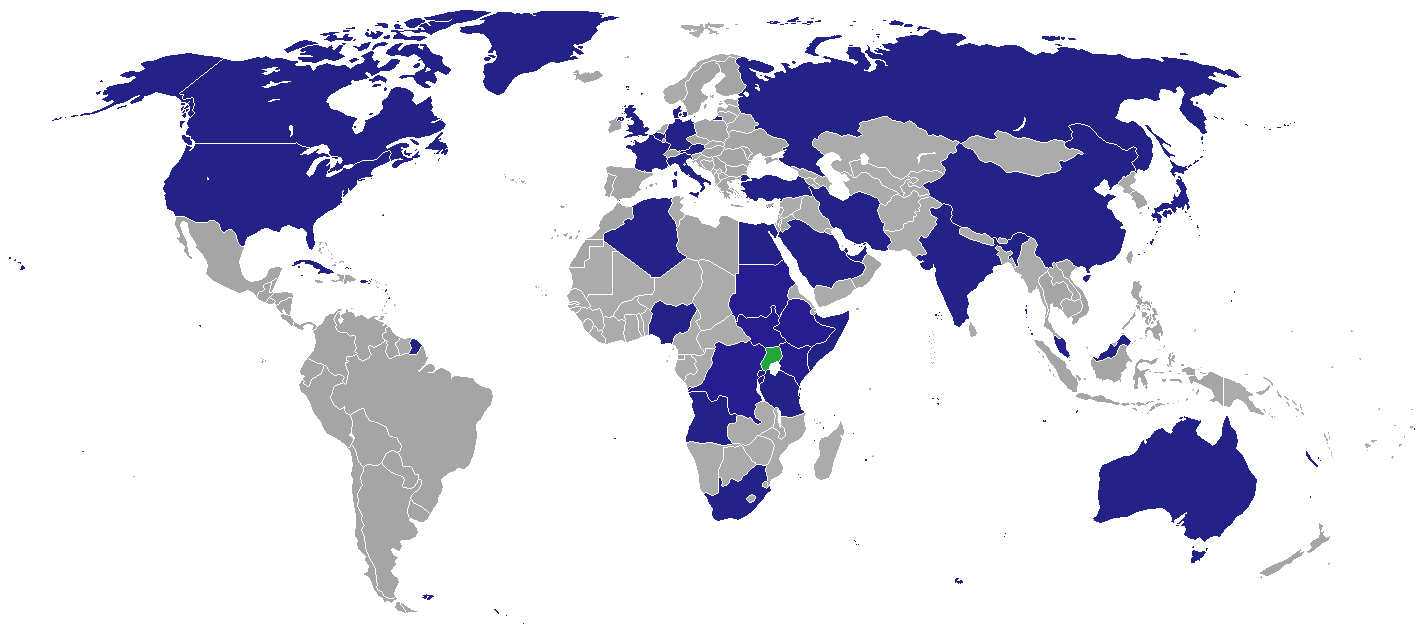
Kraje, w których Republika Ugandy ma swoje przedstawicielstwa dyplomatyczne

Misje dyplomatyczne Ugandy – przedstawicielstwa dyplomatyczne Republiki Ugandy przy innych państwach i organizacjach międzynarodowych. Poniższa lista zawiera wykaz obecnych ambasad, wysokich komisji i konsulatów zawodowych. Nie uwzględniono konsulatów honorowych.

## Europa

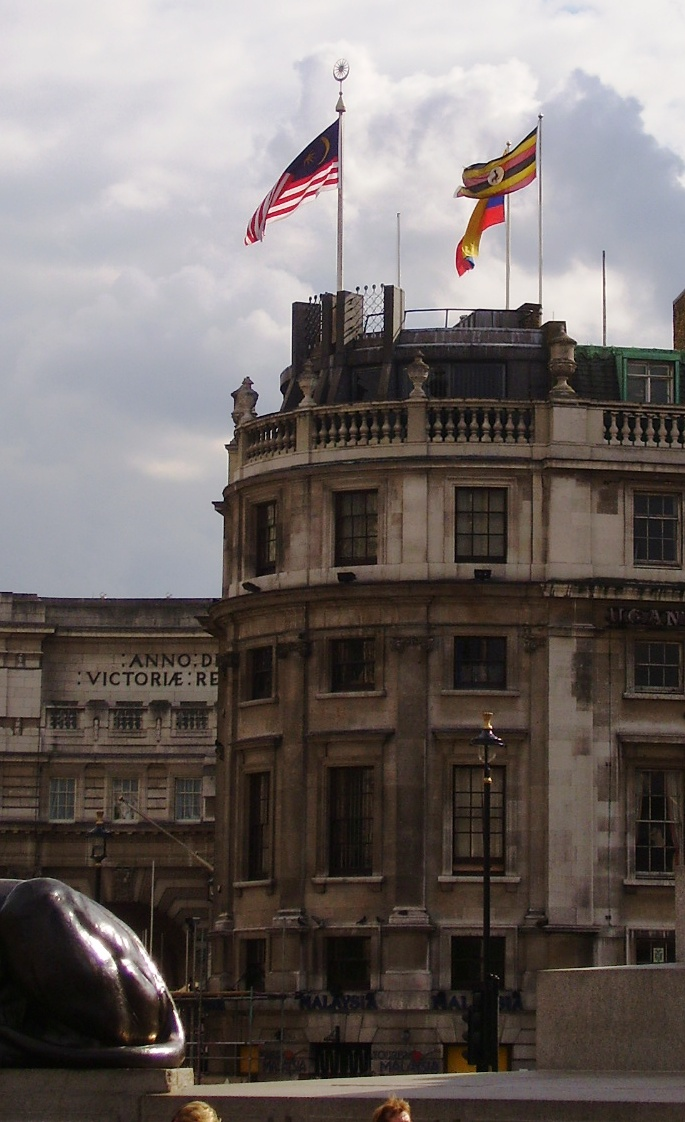
Uganda House - Wysoka Komisja Ugandy w Londynie

- Belgia
  - Bruksela (ambasada)
- Dania
  - Kopenhaga (ambasada)
- Francja
  - Paryż (ambasada)
- Niemcy
  - Berlin (ambasada)
- Rosja
  - Moskwa (ambasada)
- Wielka Brytania
  - Londyn (wysoka komisja)
- Włochy
  - Rzym (ambasada)

## Ameryka Północna, Środkowa i Karaiby

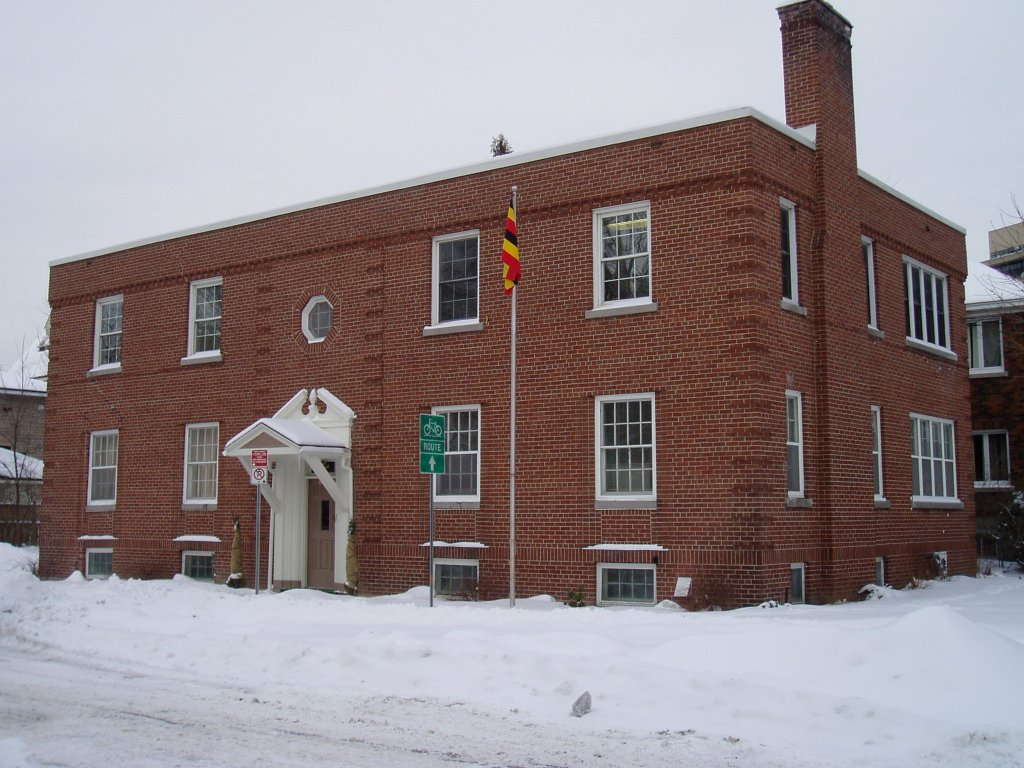
Wysoka Komisja Ugandy w Ottawie

- Kanada
  - Ottawa (wysoka komisja)
- Stany Zjednoczone
  - Waszyngton (ambasada)

## Afryka
- Demokratyczna Republika Konga
  - Kinszasa (ambasada)
- Egipt
  - Kair (ambasada)
- Etiopia
  - Addis Abeba (ambasada)
- Kenia
  - Nairobi (wysoka komisja)
- Libia
  - Trypolis (ambasada)
- Nigeria
  - Abudża (wysoka komisja)
- Rwanda
  - Kigali (ambasada)
- Południowa Afryka
  - Pretoria (wysoka komisja)
- Sudan
  - Chartum (ambasada)
- Sudan Południowy
  - Dżuba (konsulat)
- Tanzania
  - Dar es Salaam (wysoka komisja)

## Azja
- Arabia Saudyjska
  - Rijad (ambasada)
- Chiny
  - Pekin (ambasada)
- Indie
  - Nowe Delhi (wysoka komisja)
- Iran
  - Teheran (ambasada)
- Japonia
  - Tokio (ambasada)

## Australia i Oceania
- Australia
  - Canberra (wysoka komisja)

## Organizacje międzynarodowe
- Nowy Jork - Stałe Przedstawicielstwo przy Organizacji Narodów Zjednoczonych
- Genewa - Stałe Przedstawicielstwo przy Biurze Narodów Zjednoczonych i innych organizacjach
- Addis Abeba - Stałe Przedstawicielstwo przy Unii Afrykańskiej
- Bruksela - Stałe Przedstawicielstwo przy Unii Europejskiej